# Felicity Askew
Felicity Katherine Sarah Askew (nascida no dia 19 de dezembro de 1899) foi uma artista britânica, notável pelas suas pinturas e esculturas de cavalos.

## Biografia
Askew nasceu no Chelsea, em Londres, filha de John Bertram Askew e Frederick Louisa, nascida Dallas. Ela estudou com William Frank Calderón, Max Kruse e Ernesto Bazzaro. Askew estabeleceu-se como pintora e escultora, em bronze, de temas equestres e desportivos e expôs obras em Londres, na Walker Art Gallery em Liverpool e em Paris, inclusive no Salon des Artistes Français em 1926. Ela também expôs trabalhos na Alemanha, Itália e Estados Unidos. O seu trabalho mais conhecido é Companions of Labor, um grupo de cavalos de bronze que data de 1926. Por muitos anos Askew viveu em Newmarket em Suffolk e mais tarde, na década de 1920, em Berwick upon Tweed. Em Berwick ela expôs em várias galerias no nordeste da Inglaterra e Escócia, mas parece ter desistido da sua carreira artística para actuar na década de 1950.